# Ilissós
L’Ilissós ou Ilissus (en grec ancien : Ηιλισός, en grec moderne : Ιλισός) est un fleuve de Grèce, dans la région d'Athènes.
S'il coulait encore durant l'antiquité et à l'époque moderne, il est de nos jours pratiquement intégralement canalisé et souterrain et il n'arrive que très rarement à la mer. Une petite partie aérienne est visible près de l'Olympéion et du Stade panathénaïque. Durant l'antiquité, le fleuve était au-delà des remparts de la ville.

## Philosophie
C'est au bord de l'Ilissós, près du temple de l'Olympéion que se tient le dialogue de Socrate et de Phèdre à propos de la beauté.

## Mythologie
Orithye est enlevée par Borée, le Vent du nord, alors qu'elle dansait sur les bords de l'Ilissós.